# 劉易斯維爾 (印地安納州)
劉易斯維爾（英語：Lewisville）是一個位於美國印地安納州亨利縣的城鎮。

## 人口
根據2010年美國人口普查的數據，劉易斯維爾的面積為0.67平方千米，當中陸地面積為0.67平方千米，而水域面積為0.00平方千米。當地共有人口366人，而人口密度為每平方千米546人。